# Sumio Tsujimoto
Sumio Tsujimoto es un deportista brasileño que compitió en judo. Ganó una medalla en los Juegos Panamericanos de 1991 y dos medallas en el Campeonato Panamericano de Judo, en los años 1988 y 1990.

## Palmarés internacional
| Juegos Panamericanos    | Juegos Panamericanos     | Juegos Panamericanos | Juegos Panamericanos |
| Año                     | Lugar                    | Medalla              | Categoría            |
| ----------------------- | ------------------------ | -------------------- | -------------------- |
| 1991                    | La Habana (Cuba)         | Medalla de bronce    | –56 kg               |
| Campeonato Panamericano |                          |                      |                      |
| Año                     | Lugar                    | Medalla              | Categoría            |
| 1988                    | Buenos Aires (Argentina) | Medalla de bronce    | –56 kg               |
| 1990                    | Caracas (Venezuela)      | Medalla de plata     | –56 kg               |